# 해커

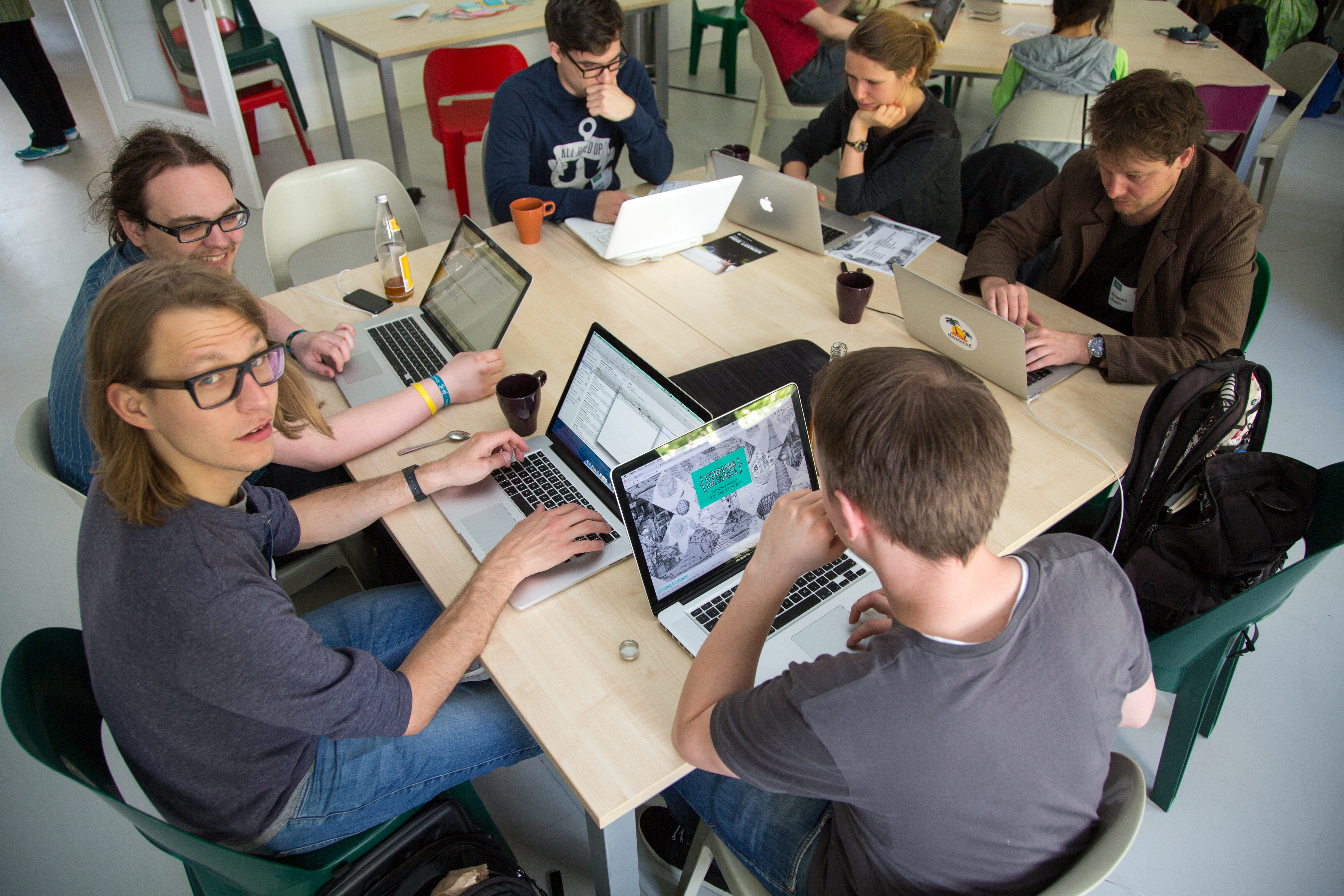
2014년 4월 26일~27일 독일 베를린에서 열린 코딩 다 빈치 해커톤 참가자들

해커(영어: hacker, 문화어: 콤퓨타열중자, 콤퓨타침해자)는 비표준적인 방법으로 목표를 달성하고 문제를 해결하는 데 능숙한 정보기술 분야의 사람이다. 이 용어는 대중문화에서 보안 해커 – 즉, 버그나 익스플로잇에 대한 지식을 가지고 컴퓨터 시스템에 침입하여 접근할 수 없는 자료에 접근하는 사람과 연관되어 왔다. 하지만 긍정적인 의미에서 해킹은 합법적인 상황에서 합법적인 인물에 의해 활용될 수도 있다. 예를 들어, 법 집행 기관은 때때로 해킹 기술을 사용하여 범죄자 및 기타 악의적인 행위자에 대한 증거를 수집한다. 여기에는 온라인에서 신원을 위장하고 범죄자로 위장하기 위해 VPN 또는 다크 웹과 같은 익명성 도구를 사용하는 것이 포함될 수 있다.
해킹은 문제에 대한 우회적인 해결책, 또는 일반적으로 프로그래밍 및 하드웨어 개발의 더 넓은 의미를 가질 수 있으며, 해커 문화는 전자 분야의 직업이나 취미를 벗어나 일반 대중에게 용어의 더 넓은 사용을 확산시켰다(꿀팁 참조).

## 어원
"해커"라는 용어는 PIE *keg- (갈고리, 이빨)를 기반으로 한 동사 "hack"에서 파생된 행위자 명사이다. 이는 러시아어 단어 kogot "발톱"의 어원이기도 하다.

## 정의

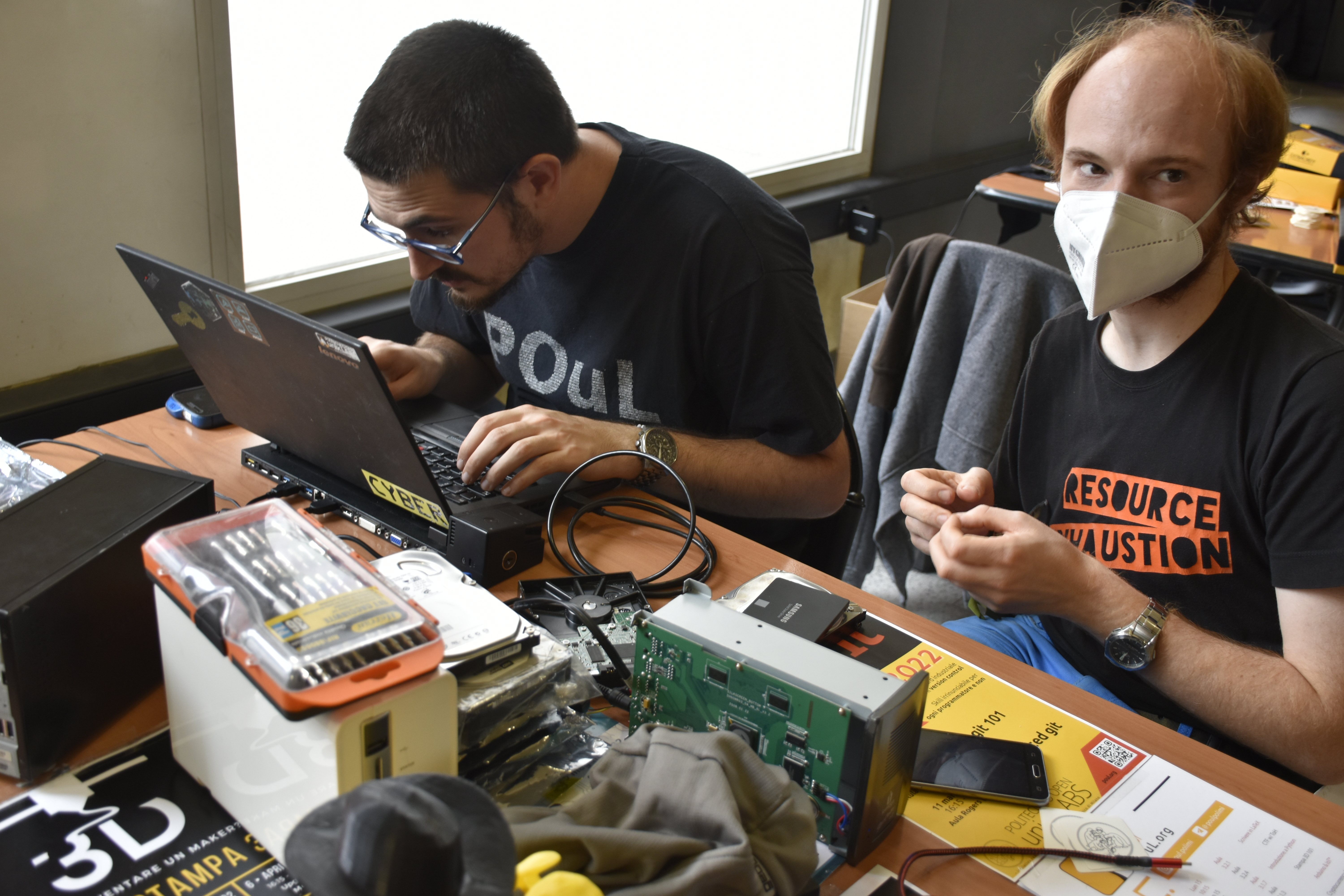
2022년 컴퓨터 디스크와 수리 키트를 가지고 리눅스 노트북에서 작업하는 해커들.

두 가지 유형의 해커를 반영하여 "해커"라는 단어에는 두 가지 정의가 있다.
1. 원래 해커는 단순히 고급 컴퓨터 기술 애호가(하드웨어 및 소프트웨어 모두)이자 프로그래밍 서브컬처의 지지자를 의미했다. 해커 문화를 참조하라.[6]
2. 컴퓨터 보안을 전복시킬 수 있는 사람. 악의적인 목적으로 그렇게 할 경우, 그 사람은 크래커라고도 불릴 수 있다.[7]

"해커"의 주류 사용은 1990년대 이후 언론의 사용으로 인해 대부분 컴퓨터 범죄자를 지칭한다. 여기에는 해커 특수용어로 스크립트 키디라고 불리는, 다른 사람들이 작성한 도구를 사용하며 작동 방식에 대한 지식이 거의 없는 미숙한 범죄자들도 포함된다. 이러한 사용이 너무 보편화되어 일반 대중은 다른 의미가 존재한다는 사실을 거의 알지 못한다. 취미 활동가들이 자신을 해커로 지칭하는 것은 일반적으로 컴퓨터 보안 해커들에게 인정되고 수용되지만, 프로그래밍 서브컬처에 속한 사람들은 컴퓨터 침입과 관련된 용어 사용을 잘못된 것으로 간주하고, 보안 침입자를 "크래커"(금고 따는 사람에 비유)라고 부르며 둘의 차이를 강조한다.
이러한 논쟁은 대개 이 용어가 원래 긍정적인 의미에서 어떤 것을 가지고 장난치는 사람, 즉 유희적인 영리함을 사용하여 목표를 달성하는 사람을 의미했다는 주장에 기반을 둔다. 그러나 그 후 수십 년에 걸쳐 용어의 의미가 변하여 컴퓨터 범죄자를 지칭하게 되었다는 것이다.
보안 관련 용어 사용이 더 널리 퍼지면서 원래의 의미는 덜 알려지게 되었다. 대중적인 사용과 미디어에서는 "컴퓨터 침입자" 또는 "컴퓨터 범죄자"가 이 단어의 유일한 의미이다. 컴퓨터 애호가와 해커 문화에서는 특별히 뛰어난 프로그래머나 기술 전문가에 대한 칭찬적인 묘사가 주된 의미이다. 많은 기술 커뮤니티는 자곤 파일 정의와 같이 후자가 정확한 사용법이라고 주장한다.
때로는 "해커"가 단순히 "긱"과 동의어로 사용되기도 한다. "진정한 해커는 집단적인 사람이 아니다. 그는 밤새도록 깨어 있기를 좋아하는 사람이며, 그와 기계는 사랑과 증오의 관계에 있다... 그들은 똑똑하지만 기존 목표에는 별로 관심이 없는 아이들이었다. 그것은 조롱의 용어이자 궁극적인 칭찬이다."
프레드 샤피로는 "'해커'가 원래는 해롭지 않은 용어였고, 이 단어의 악의적인 함의가 나중에 변질되었다는 일반적인 이론은 사실이 아니다"라고 생각한다. 그는 1963년 MIT에서 이미 악의적인 함의가 존재했으며(MIT 학생 신문인 더 테크 인용), 당시에는 전화망의 무단 사용자를 지칭했다고 밝혔다. 즉, 오늘날의 컴퓨터 보안 해커 서브컬처로 발전한 프리커 운동을 지칭했다.

### 시민 해커

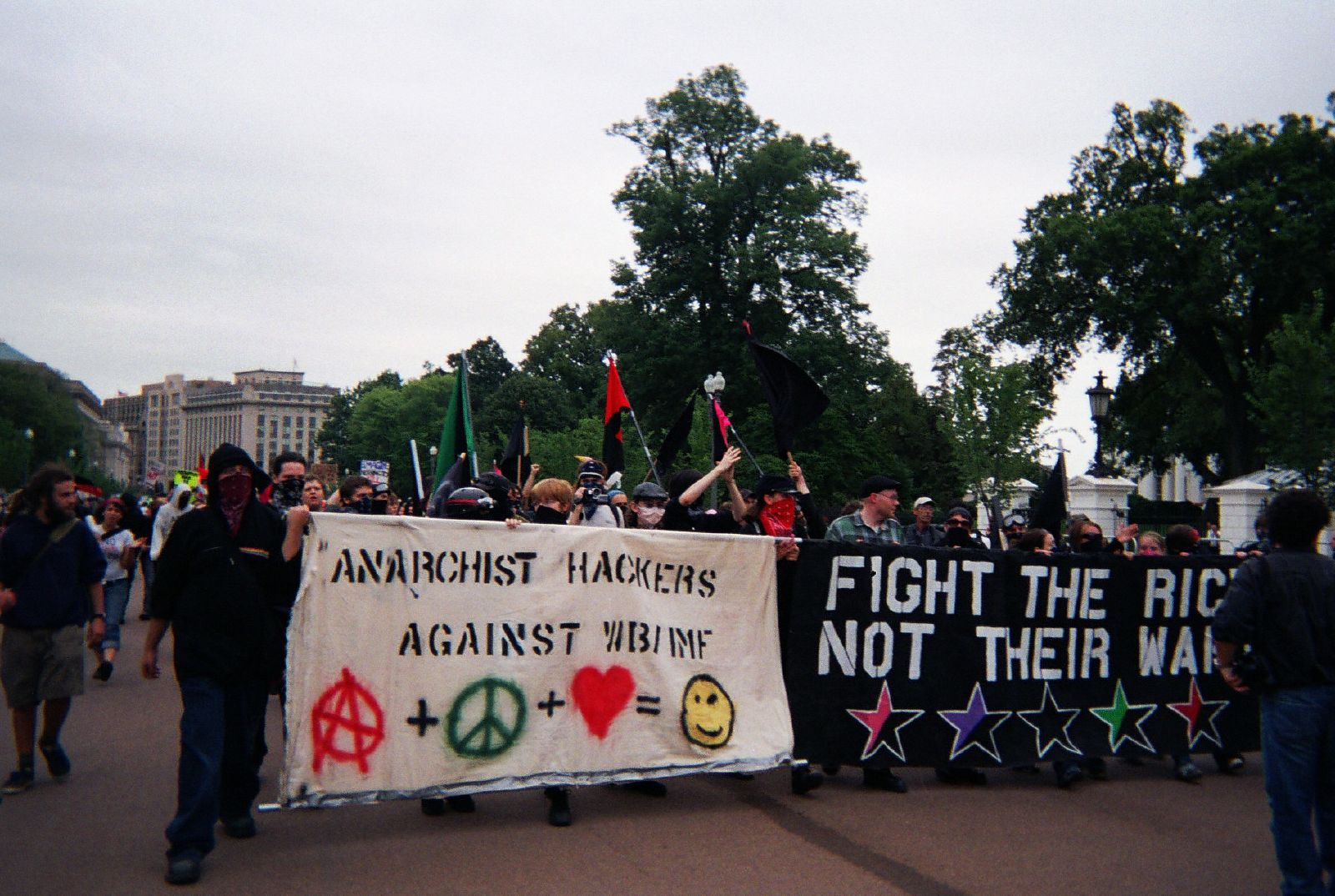
미국에서 아나키스트 핵티비스트 시위

시민 해커는 자신의 보안 및 프로그래밍 전문 지식을 사용하여 종종 공개적이고 오픈 소스로 동네, 도시, 주 또는 국가 및 그 안의 인프라와 관련된 문제를 해결하는 솔루션을 만든다. 지자체 및 NASA와 같은 주요 정부 기관은 시민 해커의 참여를 장려하기 위해 해커톤을 개최하거나 특정 날짜를 "시민 해킹의 날"로 홍보하는 것으로 알려져 있다. 시민 해커는 종종 자율적으로 독립적으로 활동하지만, 정부 또는 기차나 버스와 같은 지역 인프라의 특정 측면과 협력하거나 조정하여 작업할 수 있다. 예를 들어, 2008년 필라델피아 기반 시민 해커 윌리엄 엔트리켄은 현지 SEPTA 열차의 실제 도착 시간과 예정된 시간의 불일치에 불만을 품은 후 이를 비교하여 표시하는 웹 애플리케이션을 개발했다.

### 보안 관련 해킹
보안 해커는 컴퓨터 보안 우회와 관련된 사람을 말한다. 여기에는 여러 유형이 있다.
화이트햇시스템 취약점을 찾아 완화함으로써 다른 해커로부터 데이터를 안전하게 보호하기 위해 노력하는 해커. 화이트햇은 일반적으로 대상 시스템 소유자에게 고용되며 작업에 대해 (때로는 상당히 좋은) 보수를 받는다. 시스템 소유자의 동의하에 이루어지므로 불법이 아니다.
블랙햇악의적인 의도를 가진 해커. 그들은 종종 데이터를 훔치고, 악용하고, 판매하며, 대개 개인적인 이득을 위해 행동한다. 그들의 작업은 일반적으로 불법이다. 크래커는 블랙햇 해커와 같지만, 특히 매우 숙련되어 해킹을 통해 이익을 얻거나 이득을 취하려는 사람이며 단순히 파괴를 목적으로 하지 않는다. 크래커는 시스템 취약점에 대한 익스플로잇을 찾고, 이를 시스템 소유자에게 수정 사항을 판매하거나 다른 블랙햇 해커에게 익스플로잇을 판매하여 정보를 훔치거나 로열티를 얻는 데 악용한다.
그레이햇때로는 법률이나 일반적인 윤리 기준을 위반할 수 있지만, 블랙햇 해커의 전형적인 악의적인 의도를 가지고 있지 않은 컴퓨터 보안 전문가.

### 해커 문화

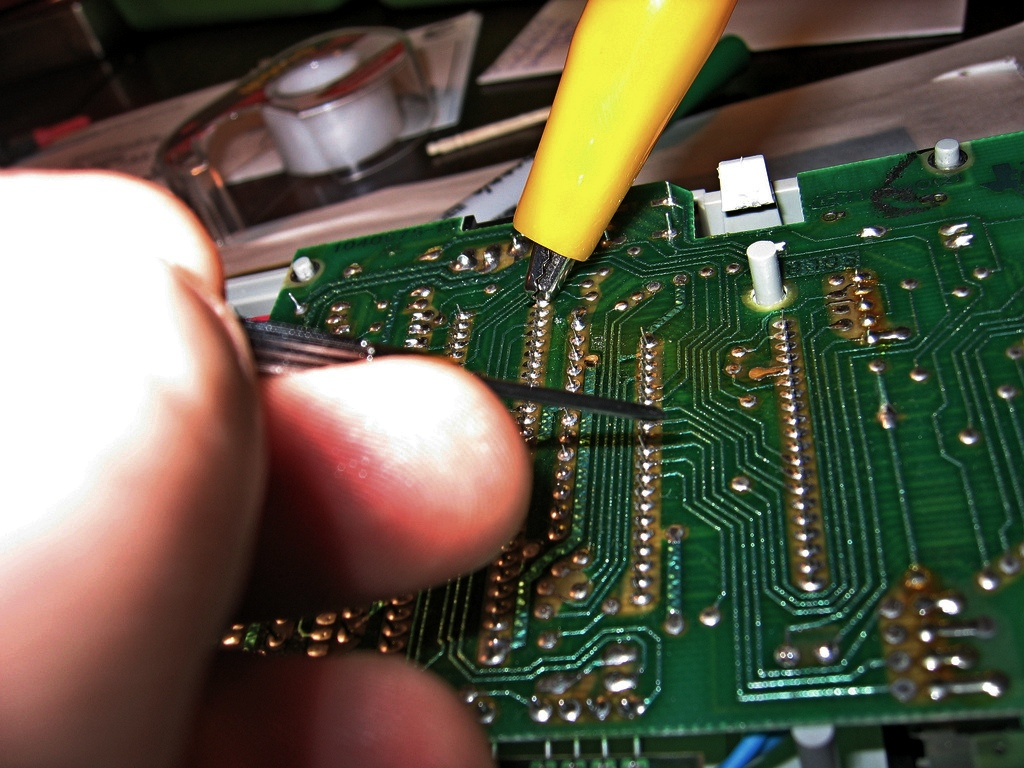
한 DIY 음악가가 보석상 드라이버와 악어 클립을 사용하여 신시사이저 회로 기판에서 "벤딩"을 탐색하고 있다.

해커 문화는 1960년대 매사추세츠 공과대학교 (MIT)의 테크 모델 레일로드 클럽 (TMRC)와 MIT 인공지능 연구소 주변에서 열광적인 컴퓨터 프로그래머와 시스템 설계자 공동체에서 유래한 개념이다. 이 개념은 1970년대 후반 하드웨어(예: 홈브루 컴퓨터 클럽)와 1980년대/1990년대 소프트웨어(비디오 게임, 소프트웨어 크래킹, 데모씬)에 중점을 둔 취미용 홈 컴퓨팅 커뮤니티로 확장되었다. 이후 이는 예술 및 꿀팁과 같은 많은 새로운 정의를 포함하게 되었다.

## 동기
해커가 컴퓨터와 네트워크에 침입하려는 네 가지 주요 동기가 제시되었다. 첫째, 신용카드 번호를 훔치거나 은행 시스템을 조작하는 특정 목적을 가지고 시스템을 해킹할 때 얻을 수 있는 범죄적 금전적 이득이 있다. 둘째, 많은 해커는 해커 서브컬처 내에서 명성을 높이는 데 열중하며, 자신들이 변조한 웹사이트에 자신의 핸들을 남기거나 특정 해킹에 연루되었다는 증거로 다른 흔적을 남긴다. 셋째, 산업 스파이는 기업이 제품이나 서비스에 대한 정보를 훔치거나 시장에서 영향력으로 사용할 수 있도록 한다. 마지막으로, 국가 후원 공격은 국가가 가상 공간에서 또는 가상 공간을 통해 수행되는 전시 및 정보 수집 옵션을 제공한다.

## 중첩 및 차이점

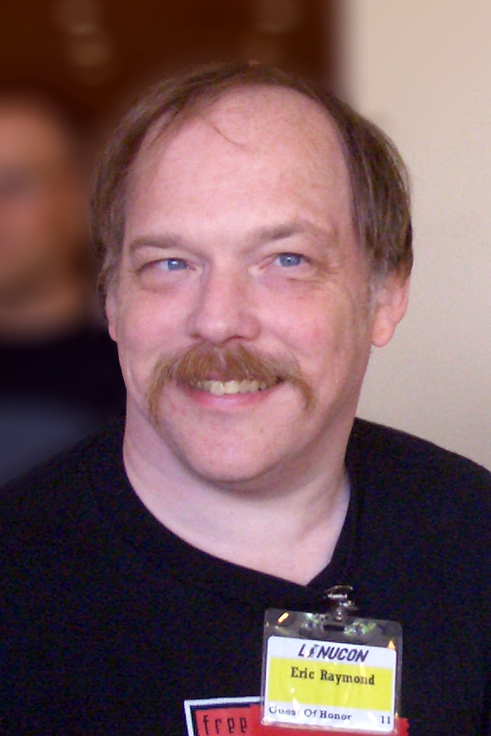
자곤 파일 관리자이자 해커 문화의 옹호자인 에릭 레이먼드.

프로그래머 서브컬처와 컴퓨터 보안 해커 간의 주요 근본적인 차이점은 주로 분리된 역사적 기원과 발전이다. 그러나 자곤 파일은 1970년대 초 프리킹(phreaking)에서 상당한 중첩이 존재했다고 보고한다. MIT 학생 신문인 더 테크(The Tech)의 기사는 1963년에 이미 전화 시스템을 망치는 사람을 경멸적인 의미로 해커라는 용어를 사용했다. 이러한 중첩은 사람들이 덜 책임감 있는 방식으로 활동에 참여하기 시작하면서 빠르게 깨지기 시작했다. 이는 드레이퍼와 엥그레시아의 활동을 폭로하는 기사가 출판된 후의 일이었다.
레이몬드에 따르면, 프로그래머 서브컬처의 해커들은 일반적으로 공개적으로 활동하며 실명을 사용하지만, 컴퓨터 보안 해커들은 비밀스러운 그룹과 신분을 숨기는 가명을 선호한다. 또한, 그들의 활동은 실제로는 크게 구별된다. 전자는 새롭고 기존 인프라(특히 그들이 작업하는 소프트웨어 환경)를 개선하는 데 중점을 두는 반면, 후자는 주로 보안 조치 우회라는 일반적인 행위를 강력하게 강조하며, 지식의 효과적인 사용(보안 버그를 보고하고 수정하는 데 도움을 주거나 악용하는 이유)은 오히려 부차적이다. 이러한 관점의 가장 눈에 띄는 차이점은 MIT 해커의 Incompatible Timesharing System 설계에 있었는데, 이는 의도적으로 어떤 보안 조치도 없었다.
그러나 컴퓨터 보안에 대한 기본적인 지식은 프로그래머 해커 서브컬처 내에서도 흔하기 때문에 미묘한 중복이 있다. 예를 들어, 켄 톰슨은 1983년 튜링상 강연에서 UNIX "로그인" 명령어에 의도한 암호화된 비밀번호나 특정 알려진 비밀번호를 모두 허용하는 코드를 추가하여 후자의 비밀번호로 시스템에 백도어를 만들 수 있다고 언급했다. 그는 자신의 발명품을 "트로이 목마"라고 명명했다. 나아가 톰슨은 C 컴파일러 자체가 자동으로 악성 코드를 생성하도록 수정될 수 있어, 수정 사항을 감지하기 더 어렵게 만들 수 있다고 주장했다. 컴파일러 자체가 컴파일러에서 생성된 프로그램이기 때문에, 새로운 컴파일러의 소스에 detectable한 수정 없이 트로이 목마도 새로운 컴파일러 프로그램에 자동으로 설치될 수 있다. 그러나 톰슨은 컴퓨터 보안 해커들과 엄격하게 선을 그었다. "저는 '해커'들, 414 갱단, 돌턴 갱단 등을 다루는 언론을 비판하고 싶습니다. 이 아이들이 저지른 행위는 기껏해야 기물 파손이며, 아마도 침입 및 절도일 것입니다. ... 저는 아이들이 의회에서 증언하는 것을 보았습니다. 그들이 자신들의 행위의 심각성을 전혀 알지 못한다는 것이 분명합니다."
프로그래머 해커 서브컬처는 실제 작업을 수행하는 데 방해가 되는 실제 장벽을 제거하기 위해 보안 메커니즘의 부차적인 우회를 합법적인 것으로 본다. 특별한 형태로는 그것이 유희적인 영리함의 표현일 수도 있다. 그러나 그러한 활동에 대한 체계적이고 주요한 참여는 프로그래머 해커 서브컬처의 실제 관심사 중 하나가 아니며 실제 활동에서도 중요하지 않다. 또 다른 차이점은 역사적으로 프로그래머 해커 서브컬처의 구성원들이 학술 기관에서 일하며 그곳의 컴퓨팅 환경을 사용했다는 것이다. 반대로 전형적인 컴퓨터 보안 해커는 가정용 컴퓨터와 모뎀에만 접근할 수 있었다. 그러나 1990년대 중반 이후 유닉스 계열 운영 체제를 실행할 수 있는 가정용 컴퓨터와 저렴한 인터넷 가정용 접속이 처음으로 가능해지면서 학계 외부의 많은 사람들이 해킹의 프로그래머 서브컬처에 참여하기 시작했다.
1980년대 중반부터 컴퓨터 보안 해킹 커뮤니티와 일부 아이디어 및 구성원이 중복되었다. 가장 두드러진 사례는 로버트 T. 모리스로, 그는 MIT-AI 사용자였지만 모리스 웜을 작성했다. 자곤 파일은 그를 "실수를 저지른 진정한 해커"라고 부른다. 그럼에도 불구하고 프로그래머 서브컬처 구성원들은 이러한 중복을 경멸하고 단절하려는 경향이 있다. 그들은 일반적으로 컴퓨터 보안 서브컬처의 사람들을 크래커라고 경멸하며, 그러한 활동을 포함하는 해커의 어떤 정의도 받아들이기를 거부한다. 반면에 컴퓨터 보안 해킹 서브컬처는 두 서브컬처를 그렇게 엄격하게 구별하지 않으며, 많은 구성원, 정치적 및 사회적 목표, 기술 학습에 대한 사랑을 포함하여 공통점이 많다는 것을 인정한다. 그들은 크래커라는 용어를 스크립트 키디와 블랙햇 해커 범주로 제한한다.

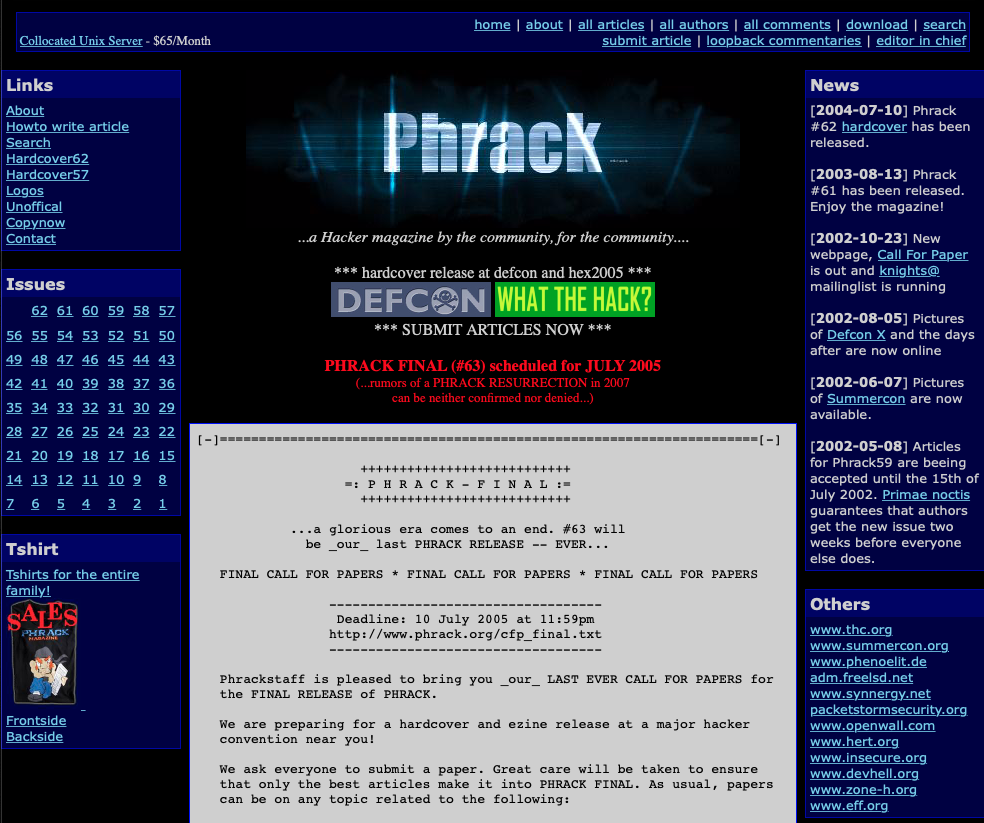
해커를 위한 오랜 역사의 웹진, 프랙의 첫 페이지

세 서브컬처 모두 하드웨어 수정과 관련이 있다. 네트워크 해킹 초기에는 프리커(phreaks)들이 블루 박스와 다양한 변형을 만들었다. 프로그래머 해커 서브컬처에는 MIT AI 연구소의 PDP-10 컴퓨터에 연결된 신비한 "마법" 스위치가 꺼지면 컴퓨터가 고장났다는 등 여러 하드웨어 해킹에 대한 이야기가 전해진다. 초기의 취미 해커들은 조립 키트에서 직접 홈 컴퓨터를 만들었다. 그러나 이러한 활동들은 1980년대에 전화망이 디지털 제어 교환기로 전환되면서 네트워크 해킹이 모뎀을 이용한 원격 컴퓨터 다이얼링으로 바뀌고, 조립식 저가형 홈 컴퓨터가 출시되었으며, 학술 기관들이 중앙 시분할 시스템 대신 과학자들에게 개별 양산형 워크스테이션 컴퓨터를 제공하기 시작하면서 사라졌다. 오늘날 널리 퍼진 유일한 하드웨어 수정은 케이스 모딩이다.
프로그래머와 컴퓨터 보안 해커 서브컬처의 만남은 1980년대 후반에 발생했는데, 당시 카오스 컴퓨터 클럽(이러한 활동에 대한 어떠한 지식도 부인함)에 공감하는 컴퓨터 보안 해커 그룹이 미국 군사 조직과 학술 기관의 컴퓨터에 침입했다. 그들은 이 컴퓨터에서 얻은 데이터를 소련 비밀 정보국에 팔았는데, 그들 중 한 명은 자신의 마약 중독 자금을 조달하기 위해서였다. 이 사건은 시스템 관리자로 일하던 과학자 클리포드 스톨이 공격을 기록하고 추적하는 방법을 찾아내면서(다른 많은 사람들의 도움을 받아) 해결되었다. 허구적 요소를 가미한 독일 영화 23은 공격자들의 시각에서 사건을 보여준다. 스톨은 자신의 책 뻐꾸기 둥지와 TV 다큐멘터리 'KGB, 컴퓨터, 그리고 나'에서 다른 시각으로 이 사건을 묘사했다. 에릭 레이먼드에 따르면, 이는 "'해커'와 '크래커'의 차이를 잘 보여준다. 스톨이 자신과 그의 연인 마사, 그리고 버클리와 인터넷에 있는 친구들을 묘사한 것은 해커와 그 주변 사람들이 어떻게 살고 어떻게 생각하는지에 대한 놀랍도록 생생한 그림을 그려준다."

## 미디어에서의 묘사
주류 미디어에서 이 용어의 현재 사용은 1980년대 초로 거슬러 올라간다. 이 용어가 이전에 컴퓨터 애호가들 사이에서만 사용되다가 1983년 주류 미디어에 의해 더 넓은 사회에 소개되었을 때, 컴퓨터 커뮤니티 내부에서도 컴퓨터 침입을 해킹이라고 불렀지만, 그 단어의 유일한 정의는 아니었다. 언론이 이 용어를 범죄적 의미로만 사용하는 경향이 증가하자, 컴퓨터 커뮤니티는 용어를 구별하기 시작했다. 합법적인 프로그래머 커뮤니티 내의 해커와 컴퓨터 침입을 수행하는 사람들 사이의 구별을 유지하기 위해 크래커와 같은 대체 용어가 만들어졌다. 컴퓨터 침입에 대한 법률이 시행되면서 범죄 활동과 합법적인 활동을 구별하기 위해 블랙햇, 화이트햇, 그레이햇과 같은 추가 용어가 개발되었다.
네트워크 뉴스에서 이 용어는 기술 커뮤니티가 원래 의미를 보존하고 구별하려는 시도에도 불구하고 주로 범죄 활동과 관련하여 일관되게 사용된다. 오늘날 주류 미디어와 일반 대중은 기술적 정교함의 모든 수준을 가진 컴퓨터 범죄자들을 "해커"라고 계속 설명하며, 비범죄적 의미로는 이 단어를 일반적으로 사용하지 않는다. 미디어 구성원들은 때때로 이러한 구별을 인식하지 못하고, 리누스 토르발스와 스티브 워즈니악과 같은 합법적인 "해커"들을 범죄적인 "크래커"들과 함께 묶기도 한다.
결과적으로 이 정의는 여전히 뜨거운 논쟁의 대상이다. 경멸적인 의미의 광범위한 지배는 많은 사람들에게 반감을 산다. 이들은 이 용어가 그들의 문화적 특수용어에서 가져와 부정적으로 사용되는 것에 반대하며, 역사적으로 자신을 해커로 자칭하기를 선호했던 사람들도 포함된다. 많은 사람들은 범죄자들과 소프트웨어 및 하드웨어의 보안 결함을 부정적으로 이용하는 사람들을 설명할 때 더 최근의 미묘한 대체 용어를 사용할 것을 옹호한다. 다른 사람들은 일반적인 대중적 사용을 따르는 것을 선호하며, 긍정적인 형태는 혼란스럽고 일반 대중에게 널리 퍼질 가능성이 낮다고 주장한다. 소수의 사람들은 논란에도 불구하고 이 용어를 두 가지 의미로 계속 사용하며, 어떤 의미가 의도되었는지 문맥에 따라 명확히 하거나(또는 모호하게 남겨두거나) 한다.
그러나 해커의 긍정적인 정의가 부정적인 정의가 대중화되기 몇 년 전부터 널리 사용되었기 때문에, "해커"는 기술 지향적인 의미(전적으로 침입 지향적인 의미와 대조적으로)를 사용하는 사람들을 컴퓨팅 커뮤니티의 구성원으로 식별하는 쉽볼렛으로 볼 수 있다. 반면에 소프트웨어 설계자들이 종사하는 다양한 산업 때문에 많은 사람들은 그 단어가 그 산업에서 부정적인 의미를 가지기 때문에 자신을 해커라고 불리는 것을 선호하지 않는다.
"해킹"이 다양한 이유로 두 가지 유형의 해커가 사용하는 기술과 도구의 집합을 설명한다는 관찰에 기반하여 가능한 중간 입장이 제안되었다. 자물쇠 따기, 특히 자물쇠 따기 기술은 선악에 모두 사용될 수 있는 기술이라는 유추가 이루어진다. 이 유추의 주요 약점은 "해커"의 대중적 사용에 스크립트 키디를 포함하는 것인데, 이는 그들이 기본적인 기술 및 지식 기반이 부족함에도 불구하고 포함된다.

## 같이 보기
- 스크립트 키디, 미숙한 컴퓨터 보안 공격자
- 핵티비즘, 사회 변화를 위해 기업이나 조직에 대한 사이버 공격을 수행하는 행위

## 더 읽어보기
- Baker, Bruce D. "Sin and the Hacker Ethic: The Tragedy of Techno-Utopian Ideology in Cyberspace Business Cultures." Journal of Religion and Business Ethics 4.2 (2020): 1+ online 보관됨 2023-01-16 - 웨이백 머신.
- Hasse, Michael. Die Hacker: Strukturanalyse einer jugendlichen Subkultur 보관됨 2017-09-30 - 웨이백 머신 (1994)
- Himanen, Pekka. The hacker ethic (Random House, 2010).
- Himanen, Pekka. "19. The hacker ethic as the culture of the information age." The Network Society (2004): 420+ online.
- Holt, Thomas J. "Computer hacking and the hacker subculture." in The palgrave handbook of international cybercrime and cyberdeviance (2020): 725–742.

### 컴퓨터 보안
- Dey, Debabrata, Atanu Lahiri, and Guoying Zhang. "Hacker behavior, network effects, and the security software market." Journal of Management Information Systems 29.2 (2012): 77–108.
- Dreyfus, Suelette (1997). 《Underground: Tales of Hacking, Madness and Obsession on the Electronic Frontier》. Mandarin. ISBN 1-86330-595-5.
- Hafner, Katie; Markoff, 존 마코프 (1991). 《Cyberpunk: Outlaws and Hackers on the Computer Frontier》. New York: 사이먼 & 슈스터. ISBN 0-671-68322-5.
- Levy, Steven (2002). 《Crypto: How the Code Rebels Beat the Government Saving Privacy in the Digital Age》. Penguin. ISBN 0-14-024432-8.
- Logik Bomb: Hacker's Encyclopedia 보관됨 2007-07-08 - 웨이백 머신 (1997)
- Revelation: The Ultimate Beginner's Guide to Hacking & Phreaking 보관됨 2016-09-05 - 웨이백 머신 (1996)
- Slatalla, Michelle; Joshua Quittner (1995). 《Masters of Deception: The Gang That Ruled Cyberspace》. HarperCollins. ISBN 0-06-017030-1.
- Sterling, Bruce (1992). 《The Hacker Crackdown》. Bantam. ISBN 0-553-08058-X.
- Taylor, Paul A. (1999). 《Hackers: Crime in the Digital Sublime》. Routledge. ISBN 978-0-415-18072-6. 2009년 3월 9일에 원본 문서에서 보존된 문서. 2009년 3월 8일에 확인함.
- Thomas, Douglas (2002). 《Hacker Culture》. University of Minnesota Press. ISBN 0-8166-3345-2.
- Verton, Dan (2002). 《The Hacker Diaries: Confessions of Teenage Hackers》. McGraw-Hill Osborne Media. ISBN 0-07-222364-2.

### 자유 소프트웨어/오픈 소스
- Graham, Paul (2004). 《Hackers and Painters》. Beijing: O'Reilly. ISBN 0-596-00662-4.
- Himanen, Pekka (2001). 《The Hacker Ethic and the Spirit of the Information Age》. Random House. ISBN 0-375-50566-0.
- Lakhani, Karim R.; Wolf, Robert G. (2005). 〈Why Hackers Do What They Do: Understanding Motivation and Effort in Free/Open Source Software Projects〉 (PDF).   Feller, J.; Fitzgerald, B.; Hissam, S.;  외. 《Perspectives on Free and Open Source Software》. MIT Press. 2015년 9월 23일에 원본 문서 (PDF)에서 보존된 문서. 2016년 3월 25일에 확인함.
- Levy, Steven (1984). 《Hackers: Heroes of the Computer Revolution》. Doubleday. ISBN 0-385-19195-2.
- Raymond, 에릭 레이먼드; Steele, Guy L., 편집. (1996). 《새로운 해커 사전》. The MIT Press. ISBN 0-262-68092-0.
- Raymond, 에릭 레이먼드 (2003). 《유닉스 프로그래밍 예술》. Prentice Hall International. ISBN 0-13-142901-9.
- Turkle, 셰리 터클 (1984). 《제2의 자아: 컴퓨터와 인간의 정신》. MIT Press. ISBN 0-262-70111-1.